# Merhav Mugan

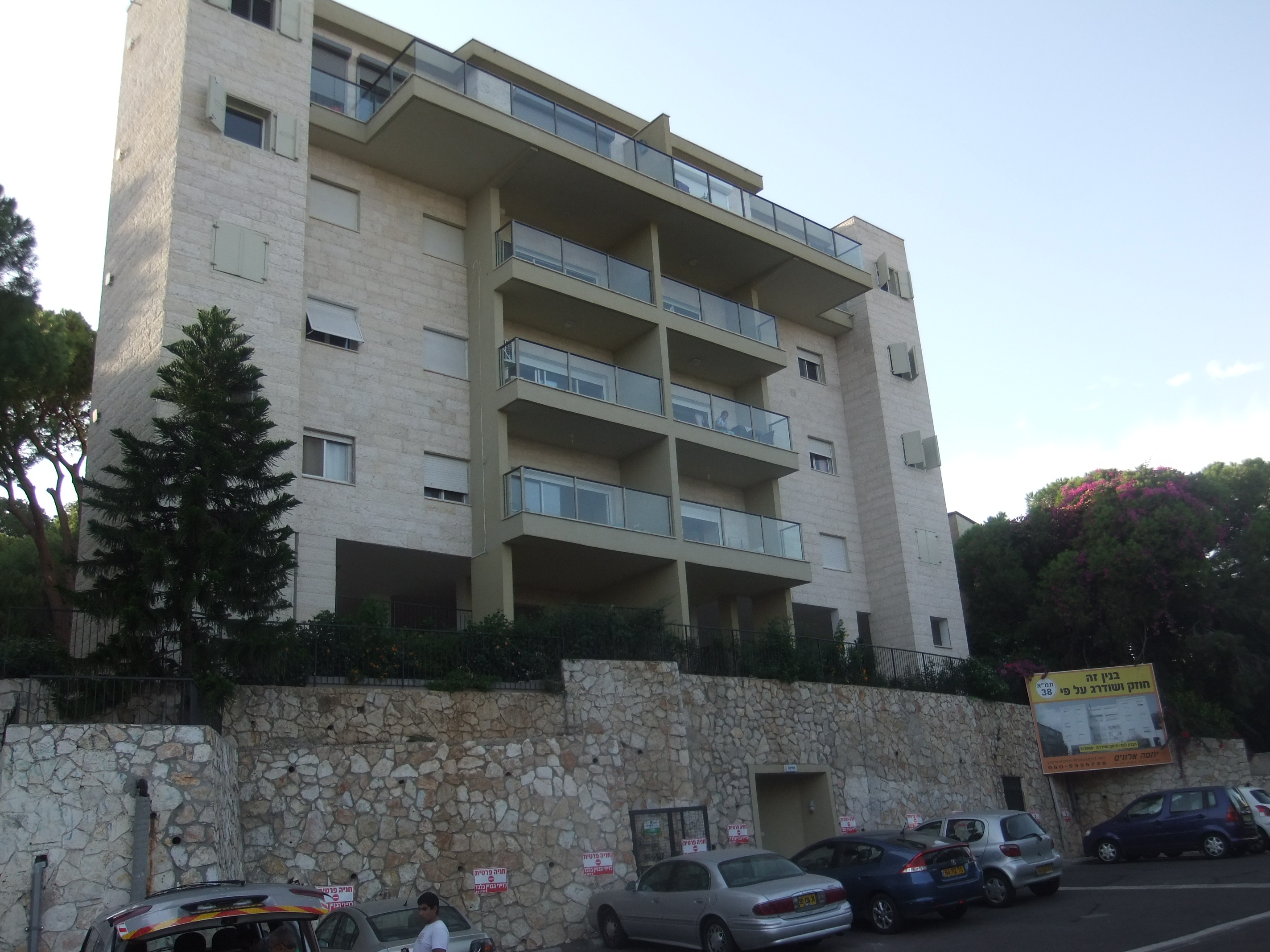
Gebäude in Haifa mit Schutzräumen an der linken und rechten Seite

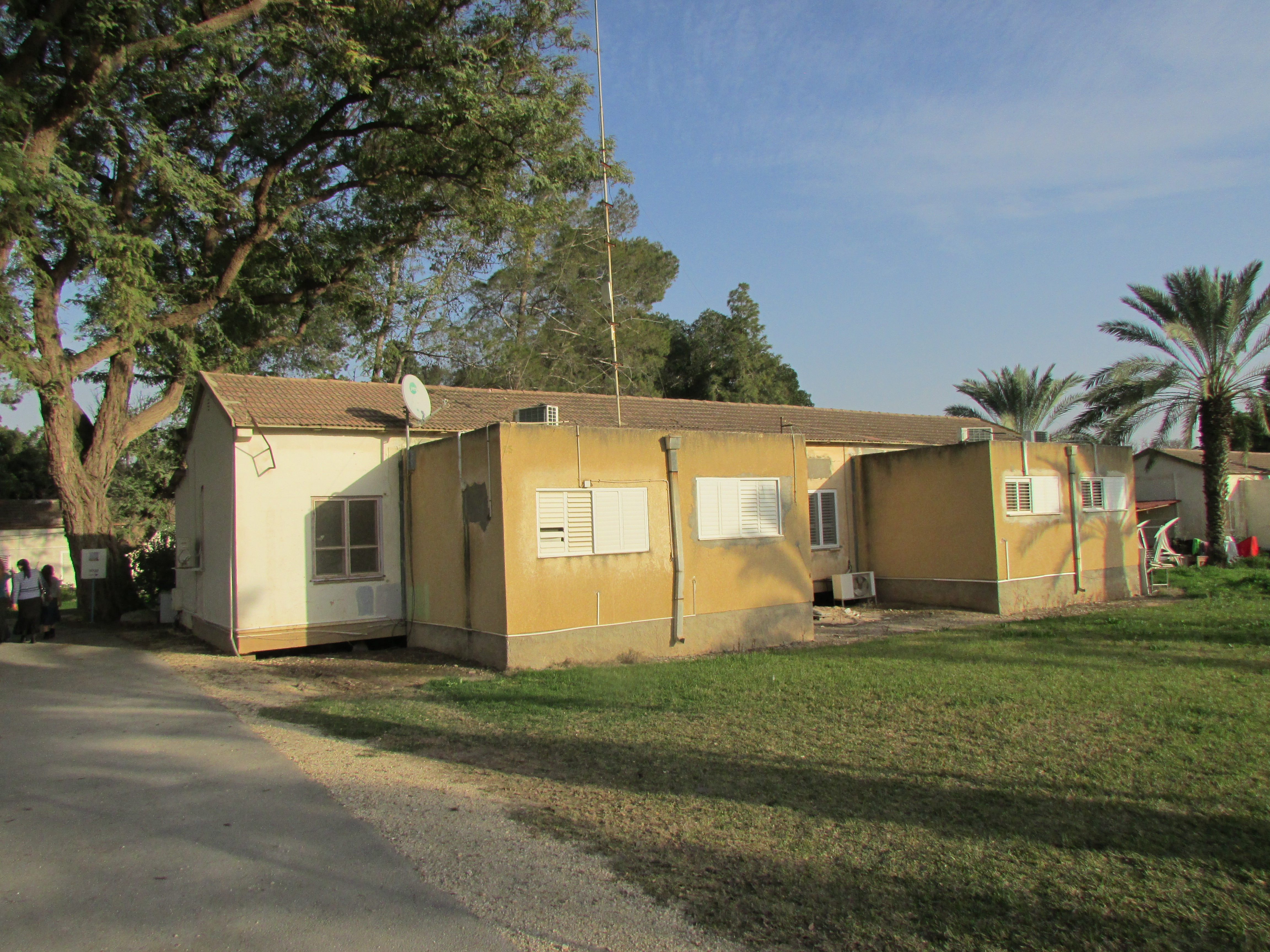
Gebäude in Tirat Zvi mit angebauten Schutzräumen

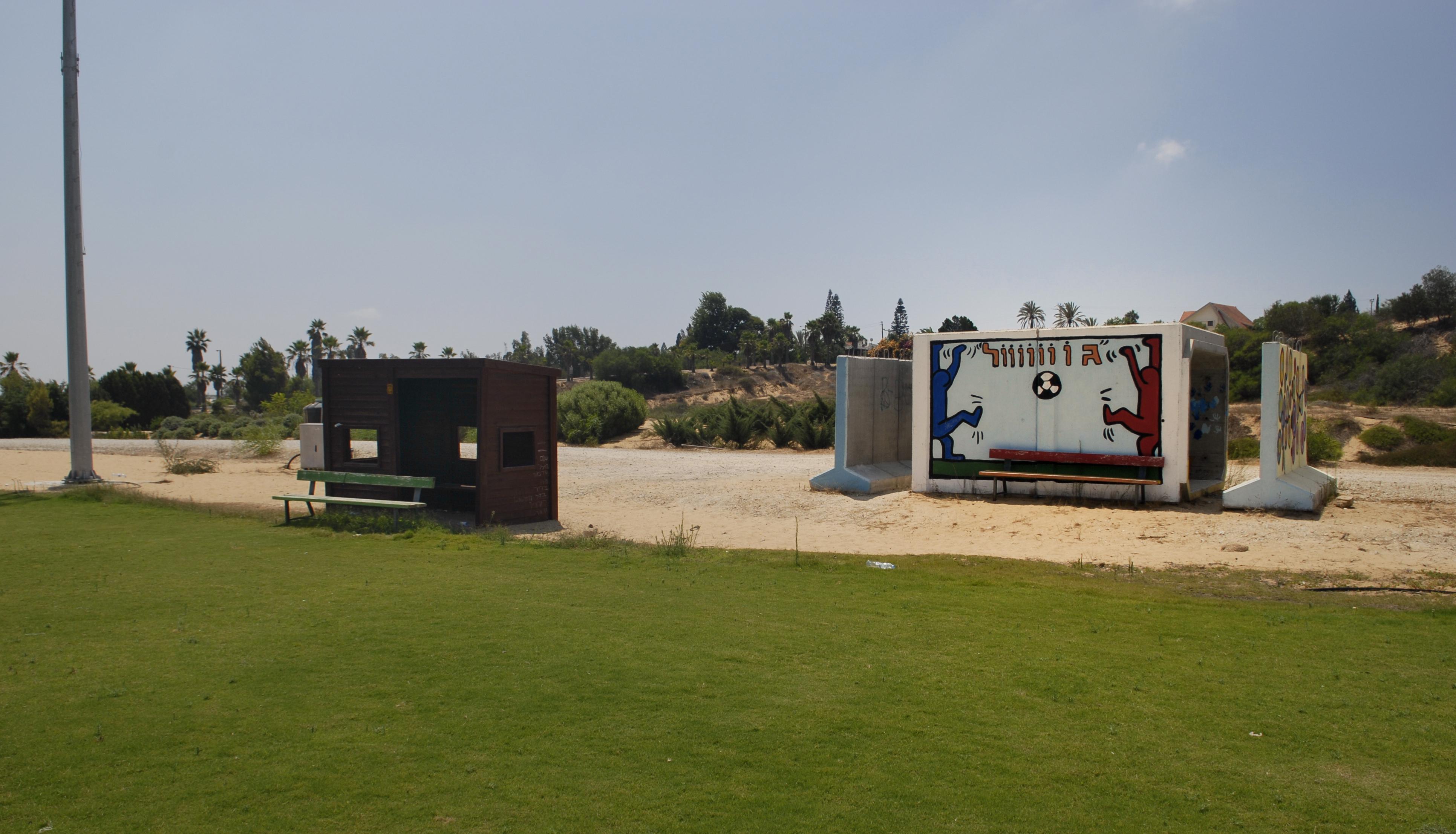
Schutzraum an einem Fußballfeld

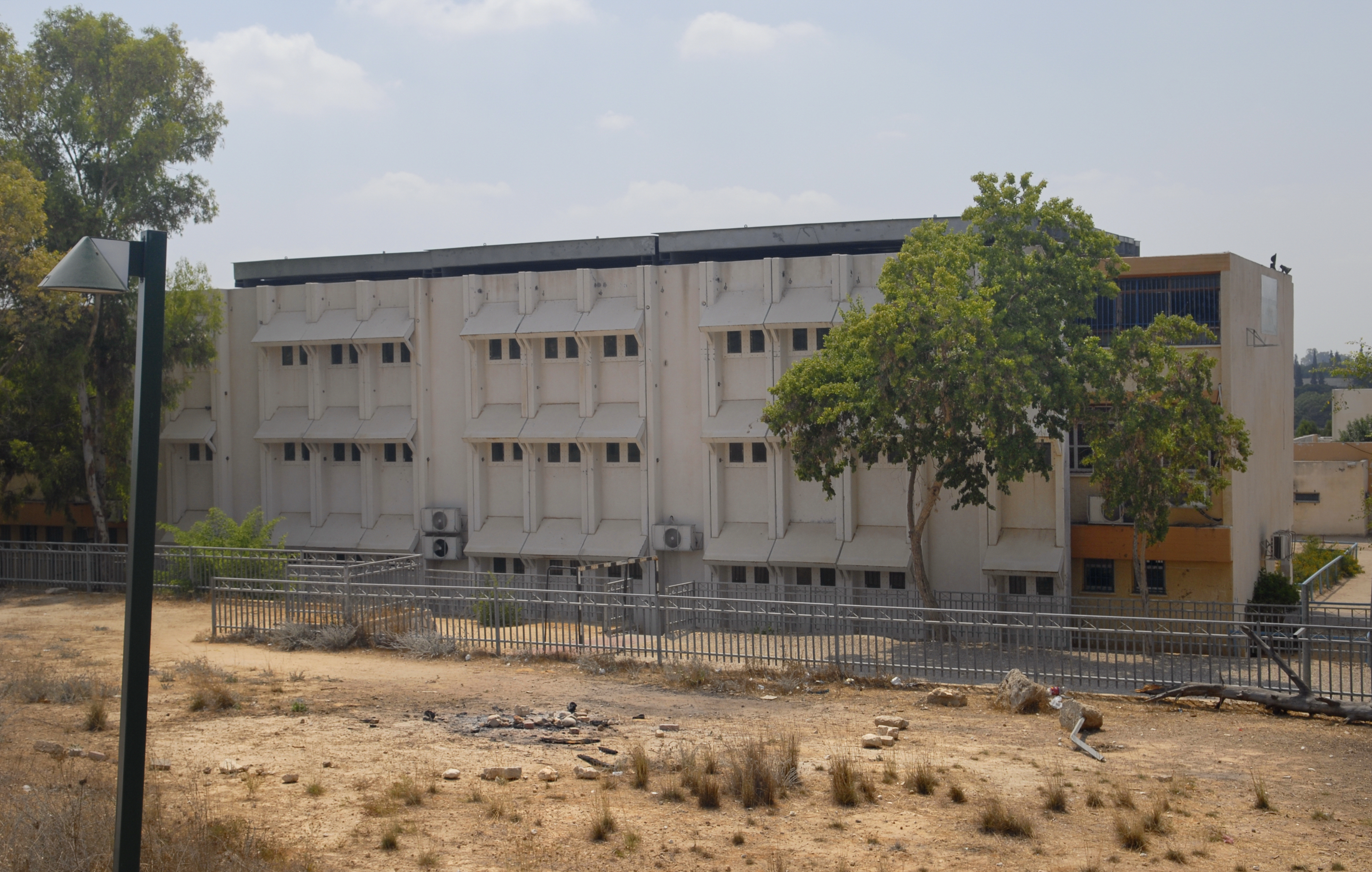
Schutzräume an einer Schule

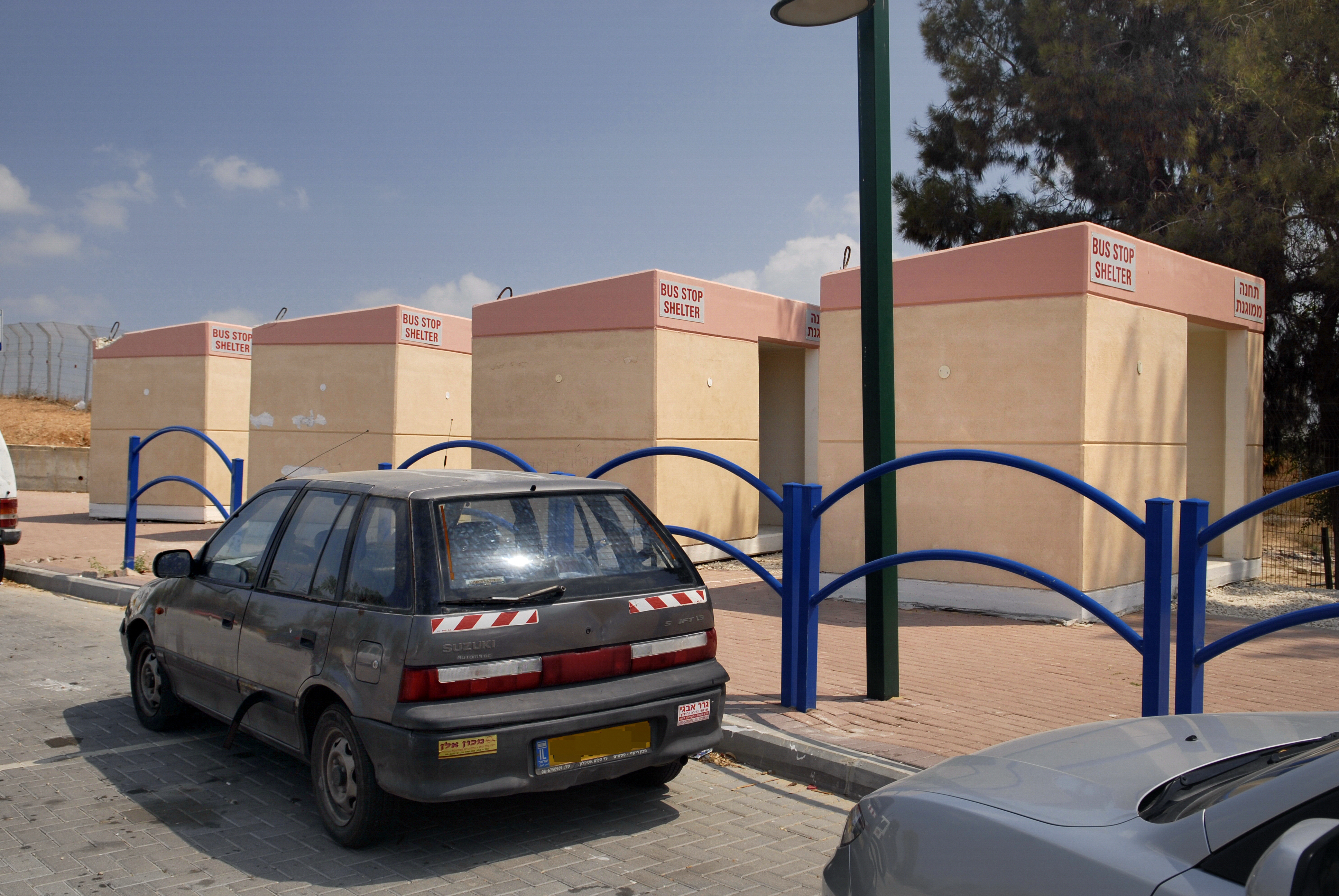
Schutzräume an einer Bushaltestelle

Ein Merchav Muggan (hebräisch מֶרְחָב מֻגַּן Merchav Muggan, deutsch ‚geschützter Raum‘, Plene: מרחב מוגן) ist ein Schutzraum, der in Israel in Neubauten vorhanden sein muss. In dem Raum sind die Bewohner vor Bomben oder herabfallenden Raketenteilen ebenso wie vor Angriffen mit chemischen oder biologischen Waffen geschützt. 2021 wurden über eine Million solcher Schutzräume in Israel gezählt.

## Eigenschaften
Der Raum verfügt über mit Beton verstärkte Wände und Decken, luftdichte und stoßfeste Fenster mit einer Stahlabdeckung und eine Stahltür. Es gibt individuelle Schutzräume in der eigenen Wohnung, aber auch etagenweise für alle Nachbarn. Ein Merchav Muggan soll mindestens neun Quadratmeter groß sein und nach Möglichkeit im Inneren des Gebäudes liegen. Die Wände des Schutzraums sollen nicht gekachelt sein, weil die Kacheln bei einer Erschütterung des Gebäudes herabfallen könnten. Außerdem sollen keine Bücherregale aufgestellt werden. Für einen längeren Aufenthalt sind die Schutzräume nicht vorgesehen, in der Regel haben sie weder einen Wasseranschluss noch eine Toilette. Die Errichtung eines Schutzraums in einer Wohnung schlägt mit Zusatzkosten von etwa 45.000 US$ zu Buche. Die Schutzräume schützen jedoch auch bei Erdbeben oder Flutkatastrophen.

## Arten von Schutzräumen
- Miqlat Zibburi (hebräisch מִקְלָט צִבּוּרִי Miqlaṭ Zibbūrī, Plene: מקלט  ציבורי) – Öffentlicher Schutzraum, eine teilweise unterirdische Anlage, die in Wohngebieten installiert wird. Sie werden häufig für gemeinschaftliche Zwecke (Vereine, Bildung usw.) verwendet. Wird von der örtlichen Regierung und der Heimatfront verwaltet. Sie befinden sich in Straßen und in der Nähe öffentlicher Einrichtungen.
- Miqlat beVayit Meschuttaf (מִקְלָט בְּבַיִת מְשֻׁתָּף Miqlaṭ bəVajit Məschuttaf, deutsch ‚Bunker in gemeinschaftlichem Haus‘, Plene מקלט בבית משותף) – Unterkunft in einer Eigentumswohnung, eine Einrichtung, die in ein Gebäude eingebaut ist, das als Eigentumswohnung deklariert wurde (üblicherweise in einem Flachbau). Sie umfasst alle Einrichtungen, die eine öffentliche Unterkunft bietet, wird aber von den Bewohnern des Gebäudes unterhalten.
- Merchav Muggan Dirati (מֶרְחָב מֻגַּן דִּירָתִי ‚wohnungseigener geschützter Raum‘, Plene מרחב מוגן דירתי oder Akronym מָמָ״ד MaMaD) – in Wohnungen und Privathäusern eingebaute Schutzräume.
- Merchav Muggan Komati (מֶרְחָב מֻגַּן קוֹמָתִי Merchav Muggan Qōmatī, deutsch ‚etageneigener geschützter Raum‘, Plene מרחב מוגן קומתי oder Akronym מָמָ״ק MaMaQ) – gemeinsame Wohnfläche in Mehrfamilienhäusern, in denen es nicht in jeder Wohnung einen Merchav Muggan Dirati gibt, und in anderen mehrstöckigen Gebäuden (hauptsächlich Büros und Industrie).
- Merchav Muggan Mosadi (מֶרְחָב מֻגַּן מוֹסָדִי ‚institutioneller geschützter Raum‘, Plene מרחב מוגן מוסדי oder Akronym ממ״מ MaMaM) – installiert in jedem öffentlichen Gebäude.

## Geschichte
Im Jahr 1951 wurde in Israel ein Zivilschutzgesetz verabschiedet, nach dem alle neuen Wohn- und Geschäftsgebäude Zugang zu einem bombensicheren Schutzraum haben mussten. Oft lag dieser Raum unter der Erde oder im Erdgeschoss. In Folge des Golfkriegs 1990/91, während dessen Israel mit irakischen Scud-Raketen beschossen wurde und größere Angriffe mit Giftgas befürchtet wurden, war es besonders wichtig, bei Alarm schnell einen Schutzraum aufsuchen zu können. Daher entstanden immer mehr moderne Schutzräume innerhalb der Wohnungen, die auch zu anderen Zwecken benutzt werden konnten. Seit 1992 schreibt das Zivilschutzgesetz vor, dass alle neu gebauten Gebäude Schutzräume haben müssen. Nach Angaben des Piqqud haʿOref (Heimatfront-Kommando der IDF) sind diese Räume der beste Schutz bei Bombardierungen.

## Sicherheitshinweise
Der israelische Home Front Command hat Anweisungen herausgegeben, welche Räumlichkeiten im Alarmfall von Raketenangriffen aufgesucht werden sollen.